# Hans Boswinkel
Hans Boswinkel (Amsterdam, 1 april 1935 - Rotterdam, 7 december 1999) was een Nederlands acteur en regisseur. Hij speelde voornamelijk op het toneel (onder andere bij werkgroep Rotterdams Toneel, Nederlandse Komedie, Globe en Publiekstheater). In de loop der jaren acteerde hij in een aantal speelfilms en televisieseries. Ook werkte hij mee aan de opnamen van diverse sprookjes welke veelal in de vorm van hoorspelen, op de grammofoonplaat zijn vastgelegd. Na een periode van meer dan twintig jaar aan het toneel verlegde hij zijn carrière naar het vakbondswerk, waar hij zich inzette voor betere secundaire arbeidsvoorwaarden voor acteurs, dansers en later ook theatertechnici. Zo stond hij aan de wieg van het eerste pensioenfonds voor de dans. Hij begon bij de NVV, kwam bij de Kunstenbond FNV waarvan hij voorzitter werd. De laatste tijd maakte hij deel uit van het hoofdbestuur van de FNV. Hij overleed op 64-jarige leeftijd aan de gevolgen van longkanker. Hij was getrouwd met voormalig actrice Corry Arends.

## Opleiding
Na het Barlaeus Gymnasium in Amsterdam te hebben doorlopen, begon hij aan een studie Nederlands. In 1956 stapte hij over naar de Amsterdamse Toneelschool. Hij zat in het jaar met Joop Admiraal, Jacques Commandeur, Henriette de Jong, Petra Laseur, Peter Oosthoek, Hans Pauwels, Simone Rooskens (met wie hij later enige tijd getrouwd was), Jules Royaards en Trins Snijders. Hij deed eindexamen in 1959.

## Stichting Hans Boswinkel Fonds
Hans Boswinkel is ook de naamgever van het Hans Boswinkel Fonds, een fonds waarop (oud-)werknemers en (oud-)vakbondsleden uit de theatersector een beroep kunnen doen als ze buiten hun schuld in sociaal-financiële problemen zijn geraakt.
Het budget van het fonds raakt echter uitgeput, omdat het bestaat uit een eenmalige donatie ooit door het pensioenfonds voor het Nederlandse Theater gedaan.

## Filmografie
- John Ferguson (1960)
- En Marlborough trok ten strijde (1961)
- De Overval (1962)
- Met de kommissaris valt te praten (1964)
- De Glazen Stad (1969)
- Neutraal terrein (1971)
- Waaldrecht (1974)
- Ons goed recht (1979)
- De beslagen spiegel (1980)
- Laat de dokter maar schuiven (1980)

## Toneel
- De vrouwenstaking van Eduard Veterman. rol: Lykurgos, tevens zijn debuut
- De gelijkbenigen (1960), hierin speelde hij een rol en regisseerde eveneens
- Spaanschen Brabander, G.A. Bredero. Rotterdams Toneel. Rol: Otje Dickmuyl de schilder (januari 1961)
- De negers (1961)
- Wie is bang voor Virginia Woolf?, Edward Albee. Rol: Nick, echtgenoot van Honey. (mei 1964)
- Drie stuivers opera, Bertolt Brecht. Nederlandse Comedie. Rol: de zanger van het rauwe levenslied. Regie: Ton Lutz
- Liefde half om half, Alan Ayckbourn. Nieuw Rotterdams Toneel. Boswinkel speelt Bob Philips (december 1971)
- Gijsbrecht van Amstel, Joost van den Vondel. Publiekstheater. Hoofdrol. (seizoen 1974/1975)
- De goede mens van Sezuan (Der gute Mensch von Sezuan), Bertolt Brecht, Publiekstheater. Rol: Yang Sun. (seizoen 1974/1975)
- Iwanov, Anton Tsjechov. Publiekstheater. Speelt Borkin en Michail Michajlowitsj. (januari 1975)
- Elektra, Sophocles. Publiekstheater. Anne Wil Blankers als Elektra. Hans speelt Aigisthos. (seizoen 1975/1976)
- Majoor Barbara, G.B. Shaw. Publiekstheater. Rol: Adolphus Cusins.
- Macbeth, Shakespeare. Publiekstheater. Eric Schneider als Macbeth. Hans was een thaan van Schotland. (première 31 januari 1976, Stadsschouwburg Amsterdam)
- De kaukasische krijtkring, Bertolt Brecht. Publiekstheater. Hans Boswinkel speelt de gouverneur, eerste man bij de afgrond en bruiloftsgast. (première 1 oktober 1976, Stadsschouwburg Amsterdam)
- Hamlet, Shakespeare. Publiekstheater. Speelt Horatio, vriend van Hamlet. Hoofdrol is voor Eric Schneider. (première 10 december 1976)
- Medea, Euridipes. Publiekstheater. Annet Nieuwenhuijzen als Medea. Hans speelt Aegeus, heerser van Athene (première april 1977, Stadsschouwburg Amsterdam)
- 'n Meeuw, Anton Tsjechov. Hij speelt Jewgeni Sergejewitsj Dorn, de dokter. (november 1977)
- Vuile Handen, Jean-Paul Sartre. Publiekstheater. Rol: Hoederer (première 26 november 1977, Stadsschouwburg Amsterdam)
- Agnes B., Franz Xaver Kroetz. Publiekstheater. Agnes Bernauer is Joseé Ruiter. Hans speelt Ernst Werdenfels (première 23 december 1978, Stadsschouwburg Amsterdam)
- Moeder Courage, Bertolt Brecht. Publiekstheater. Annet Nieuwenhuyzen als moeder C. Hans was de kok (première 8 maart 1980 Stadsschouwburg Amsterdam)
- Rotter, Thomas Brasch. Publiekstheater. Hans speelde slager, mijnheer Rotter, politieman en filosoof (première 3 mei 1980, Stadsschouwburg Amsterdam)
- Antonius en Cleopatra, Shakespeare. Publiekstheater. Hans speelt Enobarbus (première 27 september 1980, Stadsschouwburg Amsterdam)

## Televisie
In de jaren zestig brengt de NCRV de televisieserie De glazen stad op de buis. De serie is gebaseerd op de gelijknamige roman van P.J. Risseeuw en geregisseerd door Willy van Hemert. Hans Boswinkel speelt hierin Kees Stein, een van de kinderen van de familie Stein.

## Hoorspel
- Het leven en de dood van Marilyn Monroe (1972)
- Het meisje met de zwavelstokjes
- De nieuwe kleren van de keizer
- De wolf en de zeven geitjes
- De kikkerkoning
- Aladin en de wonderlamp